# Mullewa
Mullewa – miasto w Australii, w stanie Australia Zachodnia.